# SV Wilhelmshaven

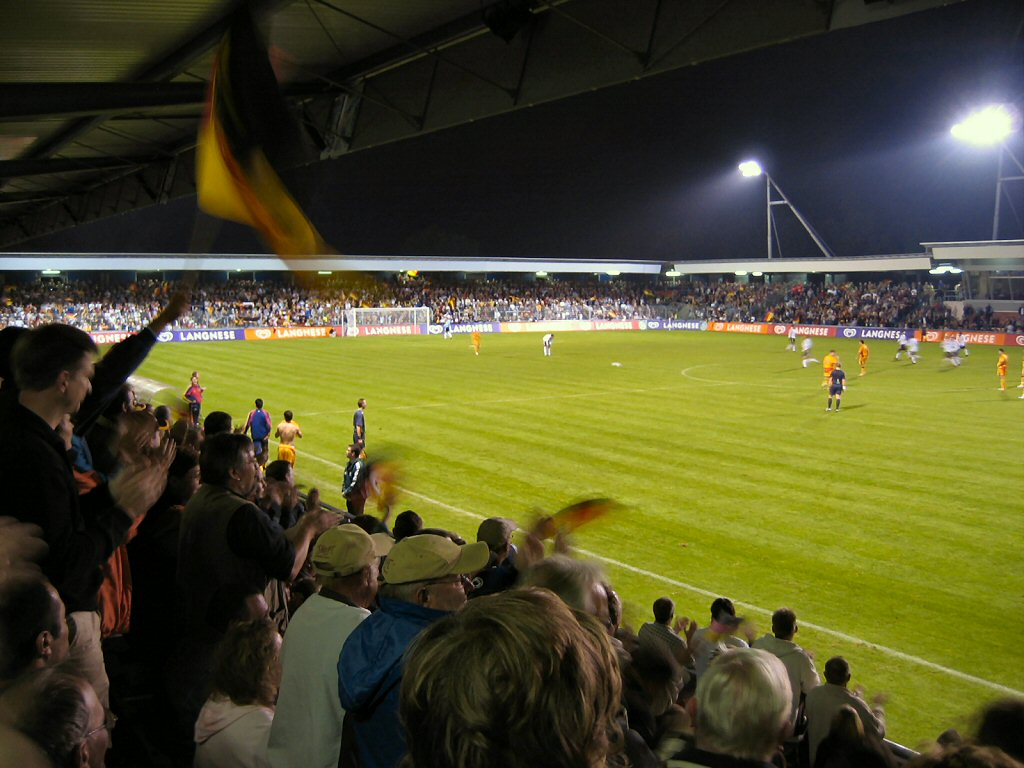
El Jadestadion.

El SV Wilhelmshaven es un equipo de fútbol de Alemania que juega en la Oberliga, la quinta liga de fútbol más importante del país.

## Historia
Fue fundado en el año 1905 en la ciudad de Wilhelmshaven con el nombre FC Comet, aunque poco tiempo después cambiaron su nombre por el de FC Deutschland Wilhelmshaven y es considerado el sucesor del SpVgg Wilhelmshaven. En el año 1912 se unieron al Heppenser BSV, y en 1924 se fusionaron con el VfB Wilhelmshaven para crear al Wilhelmshavener SV 1906.
En 1939 se fusionaron con el VfL 1905 Rüstringen para crear al SpVgg Wilhelmshaven, el cual jugó en la Gauliga Niedersachsen, una de las 16 ligas de primera división creadas en la reorganización del fútbol alemán durante el Tercer Reich en 1933.
Al terminar la Segunda Guerra Mundial el equipo fue desaparecido al igual que otras organizaciones deportivas a causa de los aliados, aunque el equipo fue reestructurado en 1952. En 1972 se unieron al TSV Germania para crear al equipo actual.
En 1992 se fusionaron con el TSR Olympia Wilhelmshaven, pero los jugadores de este equipo se fueron para jugar en su propia liga local. En el año 2000 el equipo entró en problemas financieros, declarándose en bancarrota, y después se le negó el permiso para competir por parte de la Federación Alemana de Fútbol por la fusión con el TSR Olympia, la cual provocó la salida de jugadores de este último.

### Intervención de FIFA
La FIFA le abrió un expediente desde el 2007 al club debido al traspaso del jugador Sergio Sagarzazu, el cual jugó 38 partidos en los 18 meses que estuvo en el club. Pero los clubes anteriores del jugador (CA River Plate y Atlético Excursionistas) reclamaron una compensación de €157.000 de acuerdo con las regulaciones de la FIFA. El Wilhelmshaven se rehusó a pagar el monto aduciendo que el pago violaba la ley alemana.
La FIFA exigió a la Federación Alemana de Fútbol la deducción de 6 puntos en la temporada 2011/12, año en el que descendieron a la Regionalliga Nord. La FIFA le volvió a deducir 6 puntos en la temporada 2012/13 por no pagar, slavándose del descenso gracias a que dos equipos de la liga se declararon en bancarrota, por lo que la FIFA pidió el descenso inmediato del Wilhelmshaven por no pagar la deuda en la temporada 2013/14. Wilhelmshaven demandó a la FIFA ante la corte alemana para evitar el descenso, pero la corte determinó el pago de la deuda ante la FIFA y aparte de eso, le prohibió al club a realizar fichar jugadores europeos hasta que cancele el mondo adeudado con intereses.

## Palmarés
- Gauliga Weser-Ems: 2

1943, 1944

## Jugadores destacados
- Renato Bernardi Bauer
- Cyrille Florent Bella – jugó una vez para Camerún
- Jonathan Beaulieu-Bourgault – jugó para Canadá U-20 en el Mundial Juvenil del 2007
- Riley O'Neill – Jugó para Canadá U-20 en el mundial juvenil del 2005
- Christ Bongo – ex-seleccionado de República Democrática del Congo
- Rohan Ricketts - jugó en la Premier League, en la Football League Championship y la MLS; jugador y exmiembro de Inglaterra U-20
- Heiko Bonan – jugó para Alemania
- Paul Janes – jugó para Alemania en los mundiales de Italia 1934 y Francia 1938
- Dirk Schuster – jugó para Alemania Federal y Alemania
- Mike Barten
- Fabian Lucassen – jugó 5 veces para Alemania U-19
- George Alhassan – jugó para Ghana U-20
- Iman Saghey Bi Ria – jugó 6 partidos y anotó 2 veces para Irán
- Valdas Ivanauskas – jugó para Lituania
- Romanus Stonkus – jugó para Lituania 21 veces y anotó un gol
- Vidmantas Vysniauskas – jugó 2 veces para Lituania
- Paweł Kryszałowicz – jugó en el mundial de Corea y Japón 2002 con Polonia
- Jozef Kotula
- Karol Praženica – jugó 5 veces para Eslovaquia
- Richard Slezak
- Igor Bendovskyi – jugó para Ucrania a nivel menor
- Marcus Storey – jugó en la MLS
- Igor Krulj – jugó para Suecia a nivel menor y en la Allsvenskan
- David Odonkor - jugó en la selección absoluta de su país y en la Primera División de España

## Gerencia
Presidente
- Hans Herrnberger

Director Deportivo
- Ivica Josic

Supervisor
- Klaus Sommer

Mesa Directiva
- Harald Naraschewski
- Albert Sprehe

Vocero de Prensa
- Jörg Schwarz